# Alarcón
Alarcón – gmina w Hiszpanii, w prowincji Cuenca, w Kastylii-La Mancha, o powierzchni 119,96 km². W 2011 roku gmina liczyła 186 mieszkańców.